# Romsdalen

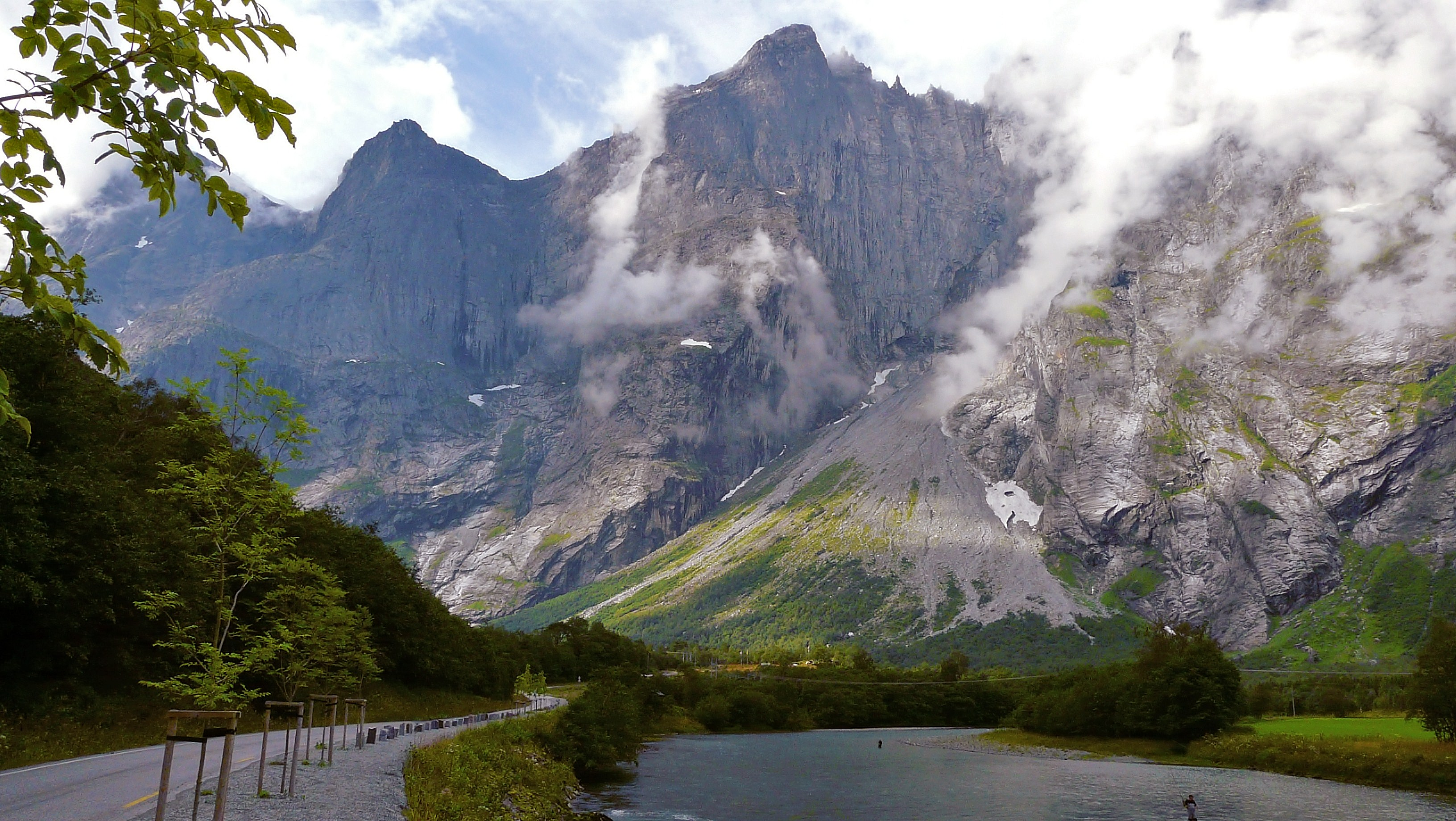
Dolina Romsdalen

Romsdalen to rozległa dolina, w której położone są miejscowości gmin Rauma w regionie Møre og Romsdal i Lesja w regionie Oppland w Norwegii.

## Położenie
Rzeka Rauma płynie doliną Romsdalen od jeziora Lesjaskogsvatnet do miejscowości Åndalsnes, gdzie uchodzi do Romsdalsfjordu. Doliną przebiega linia kolejowa Raumabanen oraz trasa europejska E136. Rzekę i dolinę otaczasją pasma łańcucha górskiego Romsdalsalpene z takimi szczytami jak Store Trolltind, Store Venjetinden, Trollryggen i Romsdalshornet. Nazwa dystryktu historycznego Romsdal pochodzi od nazwy doliny Romsdalen.
Romsdalsmuseets w Molde to jeden z największych skansenów w Norwegii, gdzie ukazane zostało życie w dolinie od XIV stulecia.

## Nazwa
W dialekcie zachodnim języka staronordyjskiego nazwa doliny brzmiała Raumsdalr i wywodziła się od nazwy rzeki Rauma.